# Grijze vieroogbuidelrat
De grijze vieroogbuidelrat (Philander opossum)  is een buideldier uit de familie van de opossums (Didelphidae). De wetenschappelijke naam van de soort werd als Didelphis opossum in 1758 gepubliceerd door Carl Linnaeus. Sinds 2018 zijn 4 soorten van deze soort afgesplitst, namelijk: Philander canus, P. melanurus, P. pebas en P. vossi.

## Verspreiding
De grijze vieroogbuidelrat komt voor in de Guyana's en het oostelijke Amazonegebied van Brazilië. De soort bewoont met name regenwouden, maar ook graslanden en cultuurgebieden van zeeniveau tot op 1.600 meter hoogte.

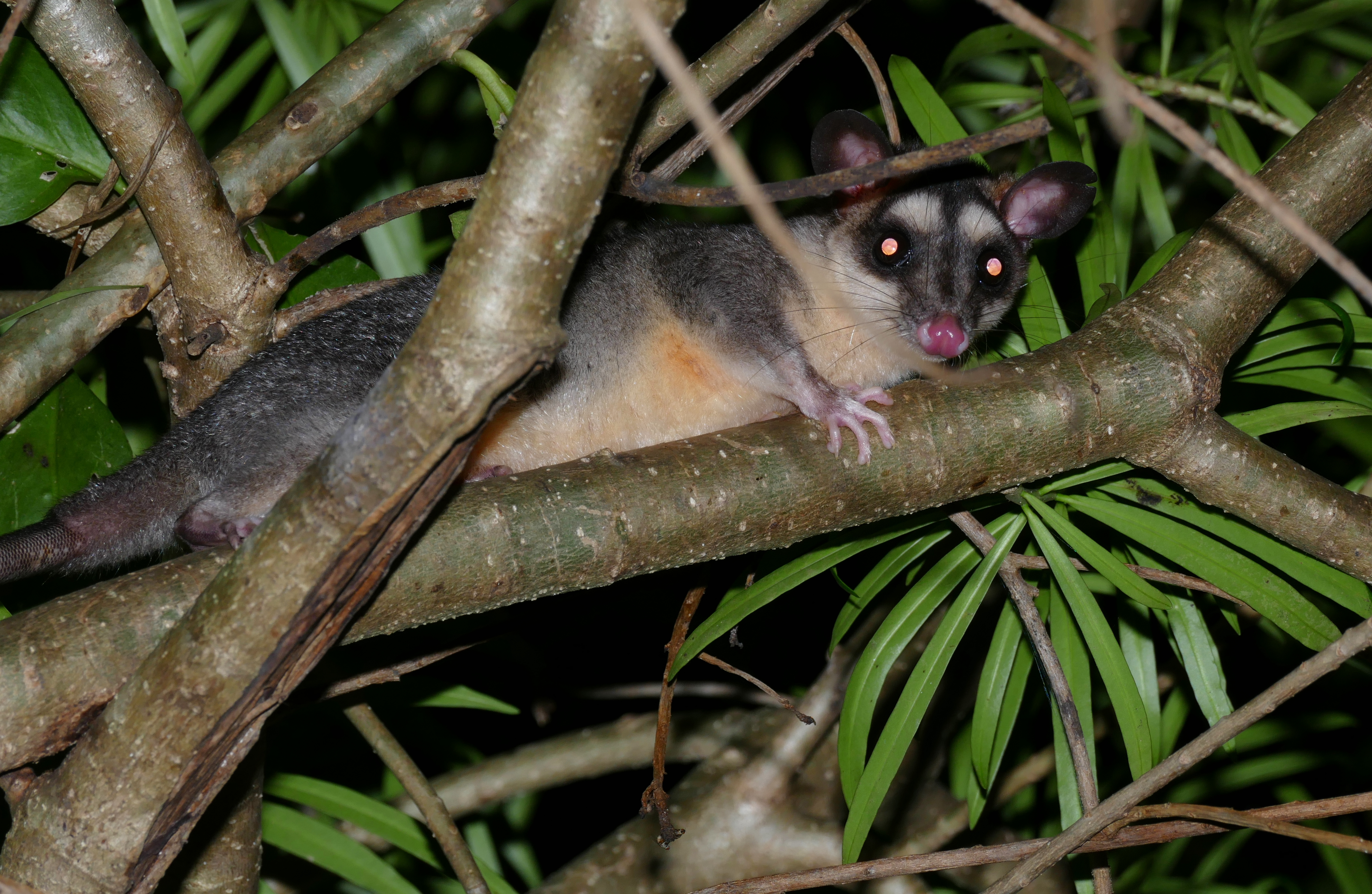
Grijze vieroogbuidelrat in Poconé (MT)

## Uiterlijk
De grijze vieroogbuidelrat heeft een kop-romplengte van 20 tot 35 cm en een staart van 30 tot 35 cm lang. Het gewicht bedraagt 200 tot 650 gram. De rug en flanken zijn grijs van kleur, terwijl de bovenzijde van de kop zwart is. De staartwortel is behaard. Het overige deel van de staart is kaal, waarbij het eerste stuk zwart en het laatste stuk bleek van kleur is. De grijze vieroogbuidelrat heeft een goed ontwikkelde buidel.

## Leefwijze
De grijze vieroogbuidelrat is nachtactief en solitair. Het leeft zowel op de bosbodem als in de bomen. Deze buidelrat is een omnivoor en voedt zich met insecten, slakken, zoetwatergarnalen, kleine gewervelden zoals kikkers, hagedissen, knaagdieren en kleine vogels, eieren, noten, nectar en fruit. De grijze vieroogbuidelrat heeft geen vast territorium. Per legsel worden twee tot zeven jongen geboren. De grijze vieroogbuidelrat is seksueel actief vanaf zeven tot acht maanden. De levensverwachting is circa twee jaar.

## Gevangenschap
De eerste grijze vieroogbuidelratten in een Europese dierentuin waren van 1868 tot 1869 te zien in London Zoo. In de jaren zestig van de twintigste eeuw was de soort in verschillende Duitse dierentuinen te zien. In 1962 kwam een moeder met jongen in de buidel via een bananentransport in Bremerhaven en ze werden ondergebracht in de lokale dierentuin Zoo am Meer. Van daaruit ging een deel van de vieroogbuidelratten naar Zoo Berlin. In Zoo Frankfurt werden in dezelfde periode fokresultaten behaald met de grijze vieroogbuidelrat. De laatste Europese dierentuin met grijze vieroogbuidelratten was Zoo Plzeň, waar de soort tot 2012 in het Australische nachtdierenhuis werd gehouden. In de oorsprongsregio is de soort te zien in Zoológico Miguel Álvarez del Toro.